# Otto Appel
Friedrich Carl Louis Otto Appel (Coburg, 1867. május 19. – Nyugat-Berlin, 1952. november 10.) német botanikus.

## Élete
Appel először gyógyszerészként tanult, és 1890-ben botanikát kezdett tanulni a Sziléziai Frigyes-Vilmos-Egyetemen Boroszlóban.
A würzburgi és a Königsbergi Egyetemen végzett asszisztensi munkáját követően csatlakozott a berlini Császári Egészségügyi Hivatal 1899-ben létrehozott mezőgazdasági és erdőgazdasági biológiai részlegéhez. E részlegből fejlődött ki később a Biologische Reichsanstalt für Land- und Forstwirtschaft (Birodalomi Biológiai Mezőgazdasági és Erdészeti Intézet), amelynek 1920 és 1933 közt az igazgatója volt.
Appel az SS pártoló tagja volt.

## Kutatás
Appel a burgonyabetegségek vezető szaktekintélye volt. Németországban sikeres vetőburgonya-ellenőrző programot dolgozott ki.
Úttörő módon szervezte meg a növényvédelmi szolgálatot Németországban.

## Válogatott munkái
- Die Pflanzkartoffel, Verlagsbuchhandlung Paul Parey, Berlin, 1918
- Taschenatlas der Kartoffelkrankheiten, 1925–1926
- Taschenatlas der Krankheiten des Beeren- und Schalenobstes, 1929

## Elismerései

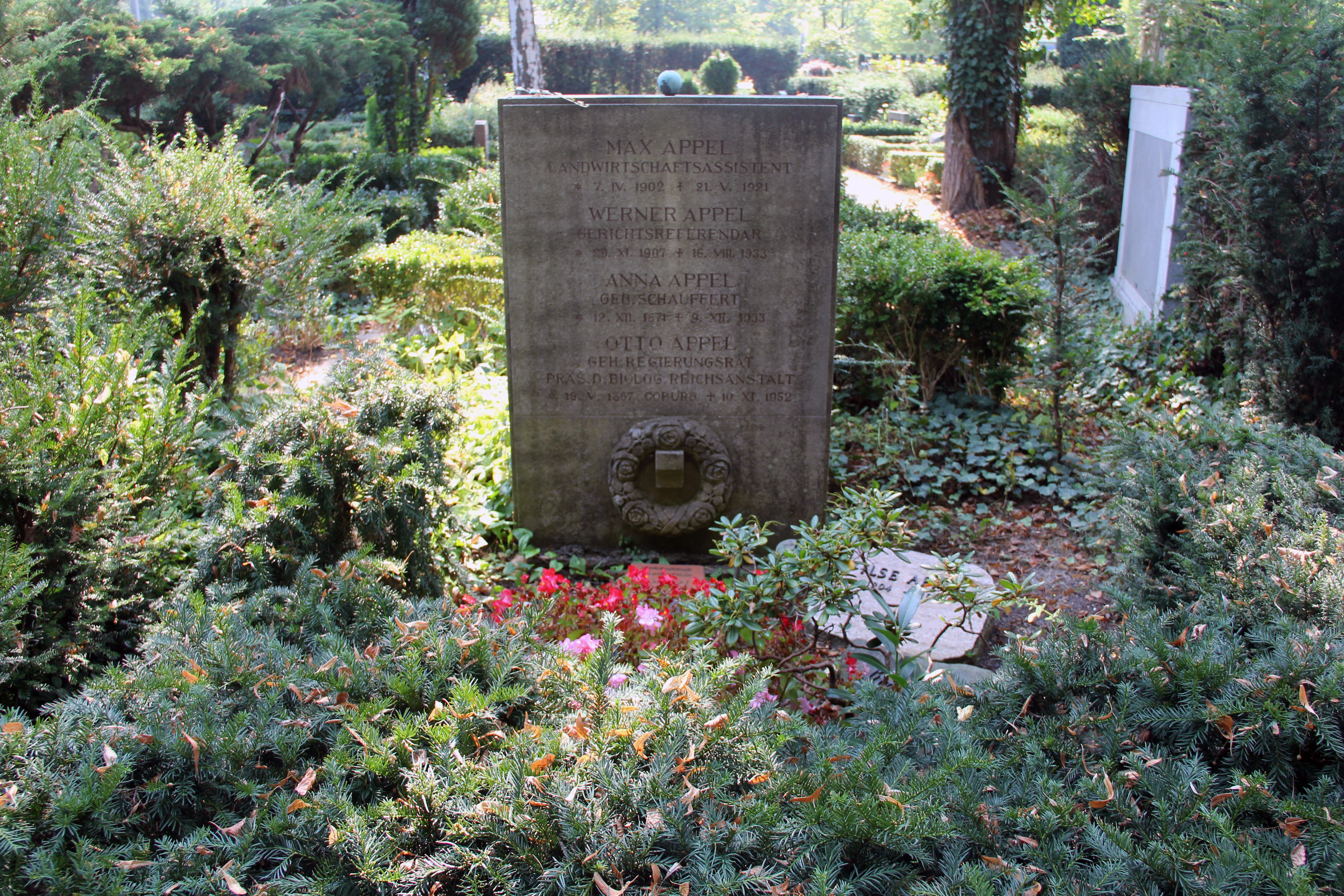
A tiszteletbeli sír Berlin-Dahlemben

1905-ben a Leopoldina tagjává választották.

## Fordítás
- Ez a szócikk részben vagy egészben  az   Otto Appel című angol Wikipédia-szócikk ezen változatának fordításán alapul.  Az eredeti cikk szerkesztőit annak laptörténete sorolja fel. Ez a jelzés csupán a megfogalmazás eredetét és a szerzői jogokat jelzi, nem szolgál a cikkben szereplő információk forrásmegjelöléseként.